# HMS Capetown (D88)
Le HMS Capetown est un croiseur léger de la classe C en service dans la Royal Navy pendant la Seconde Guerre mondiale. Il est l'unique navire de la marine britannique nommé d'après la ville sud-africaine du Cap. 

## Historique
Le Capetown est mis sur cale aux chantiers navals Cammell Laird de Birkenhead (Angleterre) le 23 février 1918 et est lancé le 28 juin 1918. Il rejoint le chantier de Pembroke Dock pour l'équipement en vue de sa mise en service, actée en février 1922. 
Comme la plupart de ses sister-ships, il est d'abord affecté en Méditerranée puis en mer Rouge. Le 22 octobre 1926, le Capetown secourt 20 survivants du sloop HMS Valerian, coulé dans l'océan Atlantique à 18 milles marins (33,336 km) au sud des Bermudes, avec la perte de la plupart de son équipage.  
Il passe une grande partie de sa carrière avec l'Eastern Fleet, notamment de juillet 1934 à août 1938, date à laquelle il retourné au Royaume-Uni pour un radoub. Pendant la Seconde Guerre mondiale, le croiseur rejoint la Mediterranean  Fleet en août 1940. Pendant son déploiement dans la mer Rouge, il est torpillé et gravement endommagé par le torpilleur italien MAS 213 au large de Massawa, le 6 avril 1941. Cette attaque provoque la perte de sept membres de son équipage. Après un an de réparations à Bombay, le navire sert dans l'Eastern Fleet jusqu'en 1943, avant de retourner au Royaume-Uni au sein de la Home Fleet. 
Pendant le débarquement en Normandie en juin 1944, le Capetown est déployé en tant que navire de contrôle / dépôt de navette à Mulberry A, afin de diriger les convois entrants vers des postes d'amarrage ou des mouillages.     
Le navire survit à la guerre et est vendu pour démolition le 5 avril 1946, arrivant aux chantiers de Ward de Preston pour sa mise au rebut le 2 juin 1946.